# 평양교예학원
평양교예학원(平壤巧藝學院, Pyongyang Circus School)은 평양에 위치한 학교이다. 1975년에 설립되었다.